# Lenore Zann
Lenore Zann (ur. 22 listopada 1959 w Sydney) – australijsko-kanadyjska polityk, także aktorka filmowa, telewizyjna, sceniczna i głosowa.

## Biogram
W 1968 roku wyemigrowała z rodzicami do Nowej Szkocji. Uczęszczała do Cobequid Educational Centre (CEC), szkoły średniej w miejscowości Truro.
Karierę aktorską kontynuuje nieprzerwanie od roku 1979. Wśród filmów z jej udziałem znajdują się Upiorne urodziny (Happy Birthday to Me, 1981), Miłość pośród lasów (Personally Yours, 2000), Próba sił (Teamster Boss: The Jackie Presser Story, 1992) i Wróg naturalny (Natural Enemy, 1997). W latach 1992–1997 odgrywała głosową rolę Rogue w serialu X-Men (X-Men: The Animated Series). Udzielała też głosu w telewizyjnych animacjach Wojowniczki z Krainy Marzeń (Majikku naito reiāsu, 1993–1995) i Storm Hawks (2007–2009).
8 kwietnia 2009 roku nowoszkocka partia socjaldemokratyczna NDP (Nova Scotia New Democratic Party) ogłosiła, że Zann będzie jej kandydatem w okręgu wyborczym Truro-Bible Hill. Tego samego dnia członek Nova Scotia Liberal Party udostępnił mediom fotografie topless Zann, wykonane przy okazji jej występu w serialu telewizyjnym Słowo na L (The L Word). 9 czerwca 2009 Zann zdobyła miejsce w wyborach.
Zann jest asystentem ministra w Departamencie Turystyki, Kultury i Dziedzictwa.